# 3853 Гаас
3853 Гаас (3853 Haas) — астероїд головного поясу, відкритий 24 листопада 1981 року.
Тіссеранів параметр щодо Юпітера — 3,290.